# Містки (зупинний пункт)
Містки́ — пасажирський залізничний зупинний пункт Львівської дирекції Львівської залізниці.
Розташований неподалік від села Містки, Пустомитівський район Львівської області на лінії Оброшин — Самбір між станціями Любінь-Великий (6 км) та Ставчани (5 км).
Станом на червень 2022 року щодня три пари електропотягів прямують за напрямком Львів — Сянки.